# 小行星1611
小行星1611（1611 Beyer）是一颗绕太阳运转的小行星，为主小行星带小行星。该小行星于1950年2月17日发现。
該小行星以德國天文學家馬克思·貝耶（Max Beyer）命名。

## 轨道参数
小行星1611的轨道半长轴为3.1748059 UA，离心率为0.160。